# Lycaena helle
The Violet Copper (Lycaena helle) là một loài bướm ngày thuộc họ Bướm xanh.Nó được tìm thấy ở Pyrenees to Northern Na Uy và from Bỉ to Central châu Á.

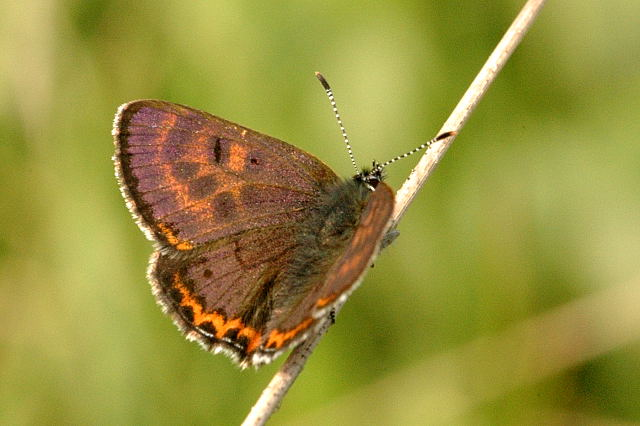
Female

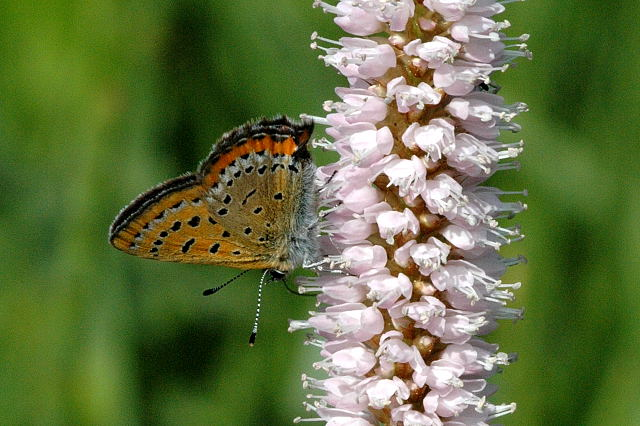

Sải cánh dài 24–26 mm. Chúng bay từ tháng 5 đến tháng 7 tùy theo địa điểm.

## Hình ảnh

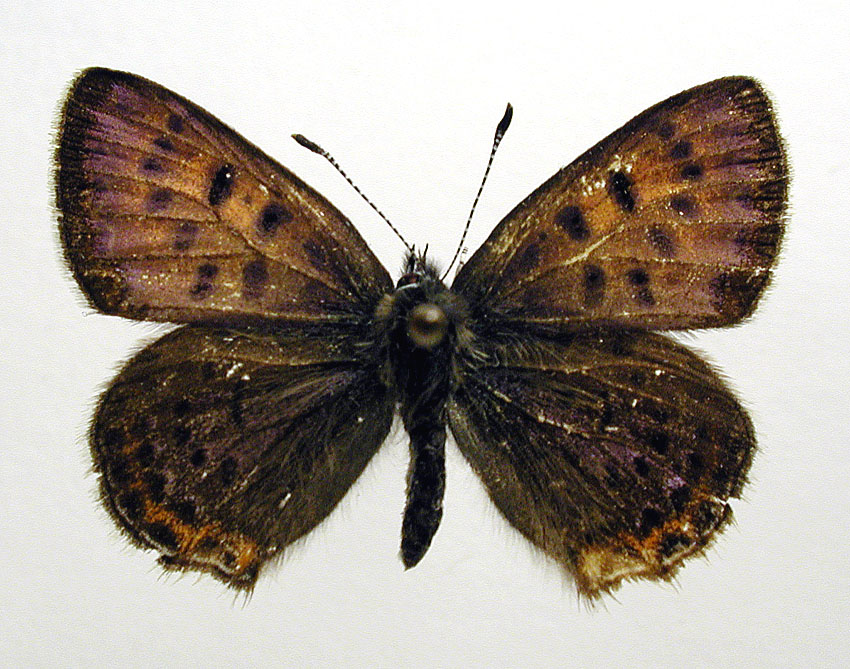
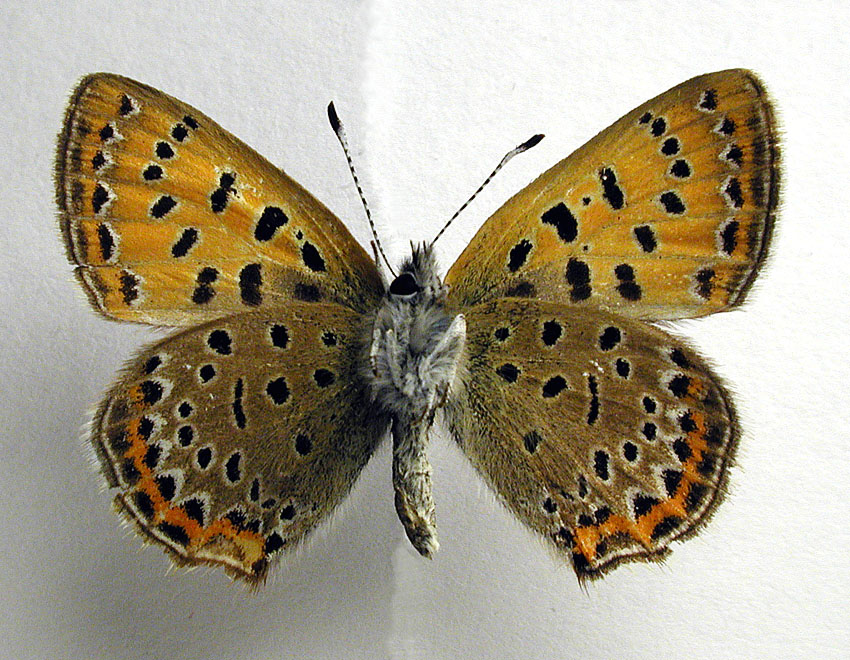
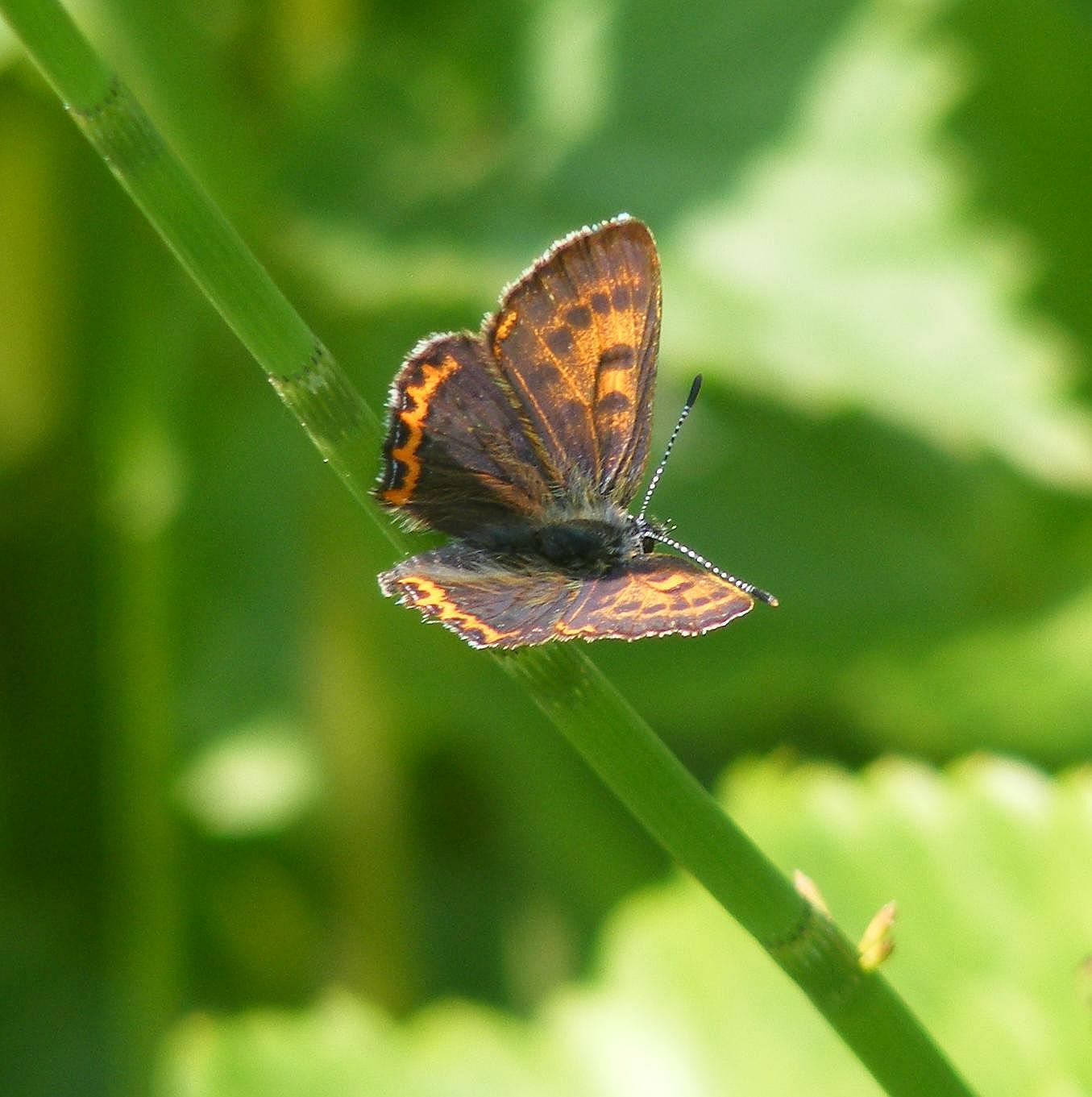
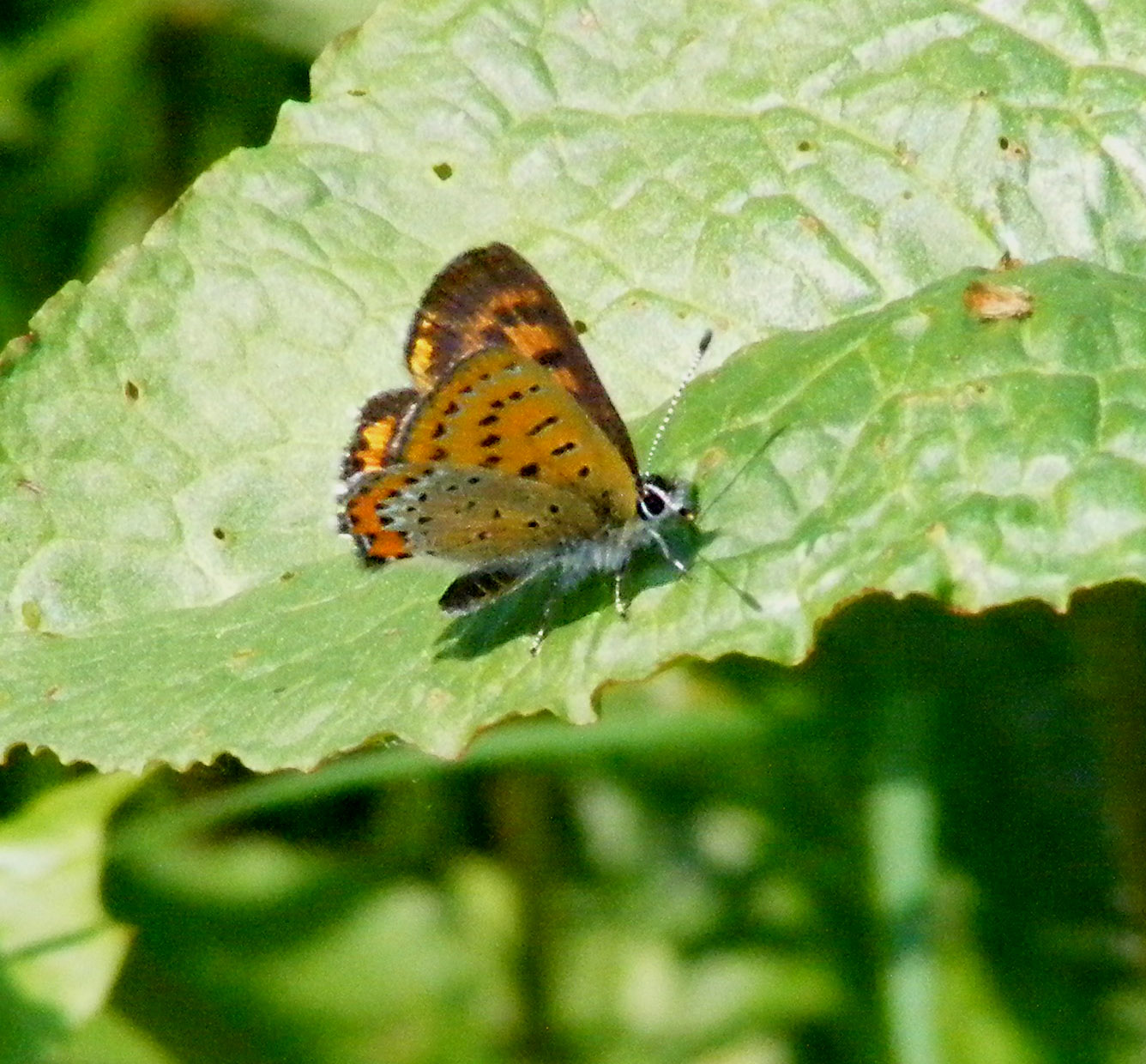